# Comté de Burke (Caroline du Nord)
Pour les articles homonymes, voir Comté de Burke.
Le comté de Burke est un des comtés situé dans l'État de Caroline du Nord aux États-Unis. En 2010, sa population est de 90 912 habitants. Son siège est la ville de Morganton.
La première colonie des européens à l'intérieur de la Caroline du Nord fut établie lors d'une expédition en 1567 au fort San Juan (en) dans ce qui est aujourd'hui le comté de Burke. Lors des années suivantes, les amérindiens tuèrent presque toute la garnison ainsi que celles de cinq autres forts. Les européens ne reviennent dans la région que deux siècles plus tard.

## Histoire
Les peuples autochtones ont habité l'intérieur et les zones côtières pendant des milliers d'années. Les Amérindiens de la civilisation du Mississippi ont habité le comté bien avant que les Européens n'arrivent dans le Nouveau Monde. Le plus grand établissement de Mound Builders était à Joara, sur un site de 12 acres (49 000 m2) et une chefferie régionale près de la ville actuelle de Morganton. C'était le centre de la plus grande colonie d'Amérindiens en Caroline du Nord, datant d'environ l'an 1000 et se développant dans les siècles suivants.
En 1567, une expédition espagnole est arrivée et a construit le fort San Juan, revendiquant la possession de la région à la Floride espagnole. Ils avaient été envoyés par le gouverneur à Santa Elena (Parris Island) en Caroline du Sud. Le capitaine Juan Pardo, chef de l'expédition, a laissé environ trente soldats au fort tout en poursuivant son exploration. Au printemps 1568, les Indiens attaquèrent le fort, tuant les soldats et brûlant le fort. Les Indiens ont tué les garnisons dans cinq autres forts espagnols à l'intérieur. L'introduction de maladies européennes a causé de nombreux décès chez les Mississippiens, et l'inclusion des survivants par des tribus plus importantes a entraîné un abandon de la région par les Amérindiens. Deux cents ans se sont ensuite écoulés avant que les Européens suivants, les colons anglais, scots-irlandais (en) et allemands, tentent de s'y installer encore.
En 1777, le comté de Burke a été créé à partir du comté de Rowan. Il a été nommé en l'honneur de Thomas Burke (en), délégué au Congrès continental (1777 à 1781) puis gouverneur de la Caroline du Nord de 1781 à 1782. 
Le Piémont occidental a été occupé par de nombreux immigrants scots-irlandais et allemands au milieu à la fin du XVIIIe siècle. Ils étaient généralement des agriculteurs itinérants et foncièrement indépendants. La plupart des familles n'étaient pas des esclavagistes. Cependant, certains chercheurs ont signalé qu'en 1833, 5 000 esclaves cherchaient de l'or dans le comté de Burke. Le recensement des États-Unis de 1860 a dénombré 9 237 personnes vivant dans le comté, qui comprenaient 2 471 esclaves et 276 personnes de couleur libre. Au cours des années 1920, cinq écoles de Rosenwald (en) ont été construites, ce qui a permis à Burke de participer pleinement au mouvement historique dont ont bénéficié tant de familles et de communautés afro-américaines à travers le Sud.
Au fur et à mesure que la population augmentait, le comté a été divisé pour former d'autres juridictions. En 1791, des parties du comté de Burke et du comté de Rutherford furent combinées pour former le comté de Buncombe. En 1833, des parties des comtés de Burke et de Buncombe ont été combinées pour former le comté de Yancey. En 1841, des parties des comtés de Burke et Wilkes ont été combinées pour former le comté de Caldwell. En 1842, d'autres parties des comtés de Burke et de Rutherford ont été combinés pour former le comté de McDowell. Enfin, en 1861, des parties des comtés de Burke, Caldwell, McDowell, Watauga et Yancey ont été combinées pour former le comté de Mitchell.
Les citoyens du comté de Burke ont participé à la bataille de Kings Mountain, qui a opposé les hommes de la frontière des Appalaches contre les forces loyalistes du commandant britannique Patrick Ferguson (en) à Kings Mountain, lors de la révolution américaine. Plutôt que d'attendre que Ferguson envahisse leur territoire, des miliciens à travers ont traversé les montagnes.

## Géographie
Le comté possède une superficie de 1 330 km2. Il contient une partie de deux lacs : le lac James sur sa limite ouest avec le comté de McDowell et le lac Rhodhiss sur la limite nord-est avec le comté de Caldwell.
Table Rock est une montagne qui domine les gorges de la Linville Gorge Wilderness (en) dans la forêt nationale de Pisgah. Il est le symbole le plus visible de la région.

### Démographie
| 1790  | 1800  | 1810   | 1820   | 1830   | 1840   |
| ----- | ----- | ------ | ------ | ------ | ------ |
| 8 106 | 9 929 | 11 007 | 13 411 | 17 888 | 15 799 |

| 1850  | 1860  | 1870  | 1880   | 1890   | 1900   |
| ----- | ----- | ----- | ------ | ------ | ------ |
| 7 772 | 9 237 | 9 777 | 12 809 | 14 939 | 17 699 |

| 1910   | 1920   | 1930   | 1940   | 1950   | 1960   |
| ------ | ------ | ------ | ------ | ------ | ------ |
| 21 408 | 23 297 | 29 410 | 38 615 | 45 518 | 52 701 |

| 1970   | 1980   | 1990   | 2000   | 2010   | 2020   |
| ------ | ------ | ------ | ------ | ------ | ------ |
| 60 364 | 72 504 | 75 744 | 89 148 | 90 912 | 87 570 |

### Communautés
- Délimitation du comté
- Morganton (siège)
- Villes
- Census-Designated Place

#### City
- Morganton (siège)

#### Towns
- Connelly Springs
- Drexel
- Glen Alpine
- Hildebran
- Long View
- Rhodhiss
- Rutherford College
- Valdese

#### Census-designated places
- Icard
- Salem

#### Zones non incorporées
- Jonas Ridge
- Linville Falls
- Petersburg